# Calonectria kyotensis
Calonectria kyotensis là một loài Ascomycetes trong họ Nectriaceae. Loài này được Terash. miêu tả khoa học đầu tiên năm 1968.
Đây là loài gây hại của cây Eucalyptus maculata, phát triển phổ biến ở Costa Rica.